# ガランギン
ガランギン（galangin）はフラボノールの一つ。コウリョウキョウ (Alpinia officinarum) やHelichrysum aureonitens に高濃度に含まれるほか、ナンキョウ (Alpinia galanga) の地下茎やプロポリスにも含まれている。in vitro 実験においては、抗細菌・抗ウイルス作用のほか、乳癌細胞の増殖を遅くすることも示されている。